# Корне (Ровиго)
Корне је насеље у Италији у округу Ровиго, региону Венето.
Према процени из 2011. у насељу је живело 327 становника. Насеље се налази на надморској висини од 6 м.